# 911 (canção)
"911" é um single da banda virtual Gorillaz, e que não figurou em nenhum álbum. Foi lançado em novembro de 2001. O single é uma colaboração com a banda D12 e o cantor Terry Hall, e contém uma narração relacionada aos ataques de 11 de setembro de 2001 em Nova Iorque. Foi lançado como um download gratuito no site das duas bandas.

## Faixas
- Como download:

1. "911"

- Promo de vinil (GZD12 911)

1. "911" (White label, one-sided)

## Vídeo
Um vídeo gratuito também foi lançado. Ele mostra basicamente um fundo de chamas e fogo com imagens dos vídeos de "Clint Eastwood" e "19-2000". A animação de D12 era diferente da dos Gorillaz.